# میرز (اکلاهما)
میرز (به انگلیسی: Meers) یک منطقهٔ مسکونی در ایالات متحده آمریکا است که در شهرستان کومانچی، اکلاهما واقع شده‌است.